# Chazelles (Charente)
 Chazelles  es una población y comuna francesa, en la región de Poitou-Charentes, departamento de Charente, en el distrito de Angoulême y cantón de La Rochefoucauld.

## Demografía
| 1112 | 1067 | 1065 | 1315 | 1428 | 1391 |
| Para los censos de 1962 a 1999 la población legal corresponde a la población sin duplicidades (Fuente: INSEE [Consultar]) |      |      |      |      |      |